# هات (وحدة)
الهات (أو هاث، هاند، كيوبت، مولم أو مولام) (بالإنجليزية: Hat'h)‏، هي وحدة قديمة لقياس الطول في الهند. كانت تعادل 24 أنجلي (تقريباً 18 إنشًا)، وكان هناك 2 هات في الجز (تقريباً 1 ياردة). كانت هذه الوحدة تستخدم في مومباي (التي كانت تُعرف سابقًا باسم بومباي) وفي البنغال. بعد التحول إلى النظام المتري في منتصف القرن العشرين، أصبحت هذه الوحدة قديمة ولم تعد تستخدم.

## روابط خارجية
- "Hat'h". Sizes. مؤرشف من الأصل في 2023-09-23. اطلع عليه بتاريخ 2007-02-19.